# 1924 في إسبانيا
فيما يلي قوائم الأحداث التي وقعت خلال عام 1924 في إسبانيا.

## سياسة

### انتهاء فترة المنصب
- 1 يناير – ميغيل بريمو دي ريفيرا Captain General of Catalonia [الإنجليزية]‏.

## مواليد

### يناير
- 1 يناير – فرانسيسكو ماسياس نغيما سياسي من غينيا الاستوائية.

### يوليو
- 1 يوليو – أنتوني راماييتس لاعب كرة قدم إسباني.

### ديسمبر
- 29 ديسمبر – فرانثيسكو نييبا كاتب إسباني.

## وفيات

### يوليو
- 28 يوليو – خوسيه ألونسو تريلز (مواليد 1857) شاعر أوروغواياني.